# Adercosaurus vixadnexus
Adercosaurus vixadnexus är en ödleart som beskrevs av Charles William Myers och Maureen Ann Donnelly 2001. Arten ingår i släktet Adercosaurus och familjen tejuödlor. Inga underarter finns listade i Catalogue of Life.
Adercosaurus vixadnexus är endast känd från ett exemplar som hittades i Cerro Yutajé i delstaten Amazonas i Venezuela. Individen hittades vid 1700 meter över havet. Exemplaren rör sig antagligen på marken och honor lägger troligtvis ägg.